# Stefanów (powiat łęczyński)
Stefanów – kolonia w Polsce położona w województwie lubelskim, w powiecie łęczyńskim, w gminie Cyców.
W latach 1975–1998 miejscowość należała administracyjnie do ówczesnego województwa chełmskiego.
Kolonia stanowi sołectwo gminy Cyców. Według Narodowego Spisu Powszechnego z roku 2011 kolonia liczyła 199 mieszkańców.